# Фройлан Ледесма
Фройлан Ледесма (ісп. Froylán Ledezma, нар. 2 січня 1978, Сан-Хосе) — костариканський футболіст, що грав на позиції нападника. Виступав за національну збірну Коста-Рики.

## Клубна кар'єра
У дорослому футболі дебютував у січні 1995 року виступами за команду клубу «Алахуеленсе», в якій провів три сезони, взявши участь у 70 матчах чемпіонату. За цей час Фройлан двічі з командою став чемпіоном Коста-Рики, при цьому саме Ледесма був головною ударною силою команди: у сезоні 1995/96 років він забив 14 м'ячів за 41 гру, а в наступному сезоні забив 21 гол у 27 матчах.
У 1997 році Ледесма за десять мільйонів гульденів (4,5 млн євро) перейшов у нідердандський «Аякс», перехопивши його у «Феєнорда» прямо в аеропорту «Схіпгол». Втім молодий талант у команді з Амстердама так і не заграв та був відсторонений через недисциплінованість після одного сезону до закінчення контракту, який був підписаний на три роки.

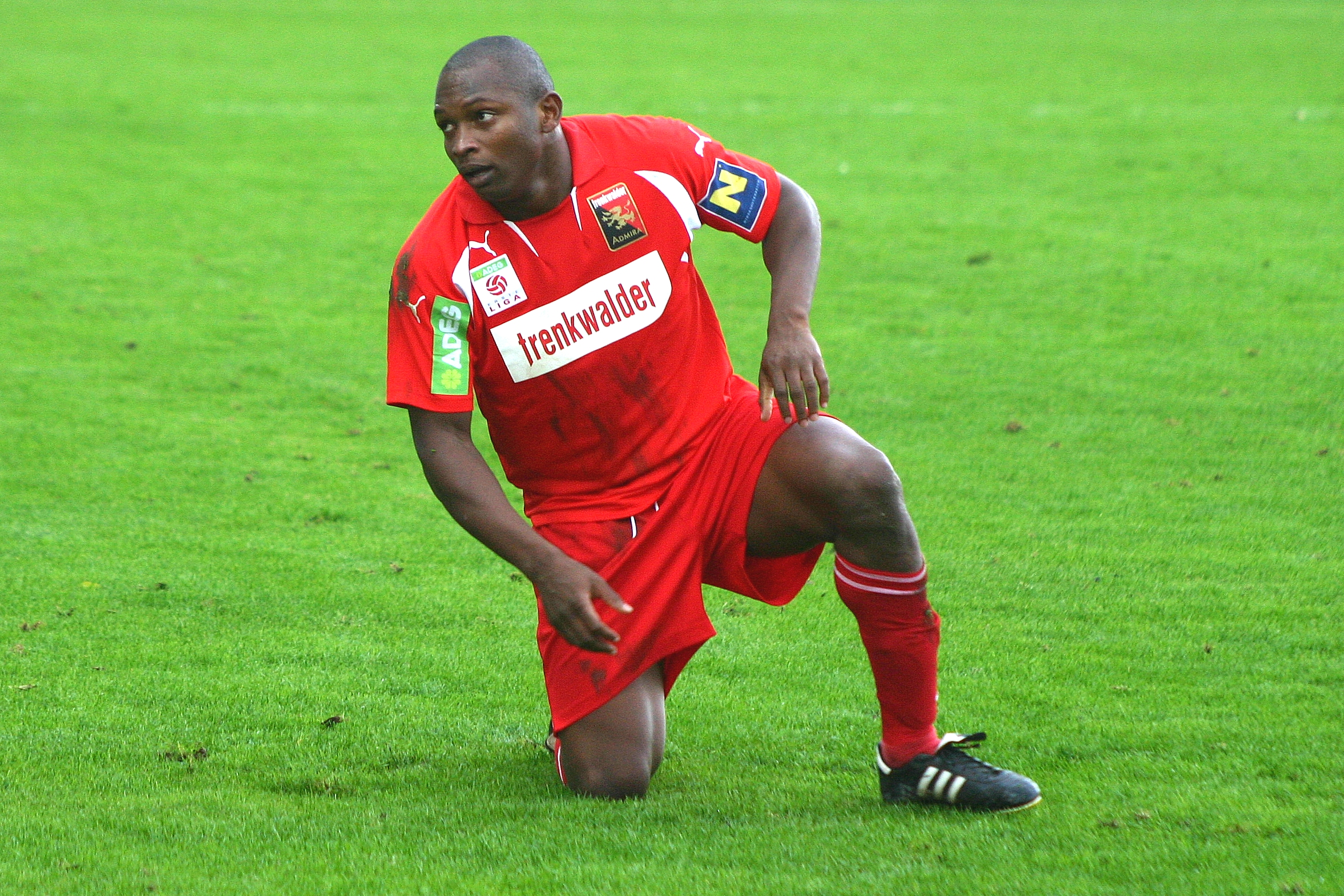
Фройлан Ледесма під час виступів за «Адміру-Ваккер». 2008 рік.

У 2001 році став гравцем парагвайського «Серро Портеньйо», але не мав права грати за клуб, оскільки «Аякс» офіційно його не звільнив. У лютому 2002 року він зламав ногу в товариському матчі в Чилі, в той час як він мав зайву вагу, а в травні 2002 року його взяли під варту незабаром після того, як він взяв участь у бійці з поліцією біля бару, де він неправильно припаркував свою машину. В результаті не загравши і у цій команді Ледесма повернувся до Коста-Рики, де несподівано став гравцем «Сапрісси», історичного суперника його рідного «Алахуеленсе».
2003 року Фройлан недовго пограв за болівійський «Зе Стронгест», якому допоміг виграти Клаусуру, а також став лише третім костариканцем, який забив у Кубку Лібертадорес, відзначившись у лютому 2003 року в матчі проти уругвайського «Фенікса». На початку 2014 року Ледесма повернувся в рідний «Алахуеленсе» . У тому ж році він виграв з ним Лігу чемпіонів КОНКАКАФ, а в 2005 році Клубний кубок УНКАФ та чемпіонат Коста-Рики.
Першу половину 2006 року Ледесма провів на правах оренди в грецькому «Акратітосі», де виступав зі своїми співвітчизниками Вільямом Сансінгом і Берні Пеньєю. Після цього Фройлан залишився у Європі, виступаючи за австрійський «Альтах» та німецький «Аугсбург», в яких провів по сезону.
У серпні 2008 року Ледесма перейшов у австрійський клуб «Адміра-Ваккер», що грав у другому дивізіоні країни. У команді з невеличкою перервою на виступи за «Ередіано», костариканець провів чотири роки і 2011 року допоміг команді вийти до вищого дивізіону. Втім на початку сезону 2011/12 Ледесма отримав травму плеча, яка залишила його поза грою близько чотирьох місяців.
Після одужання від травми він вирішив розірвати контракт з австрійським клубом і повернутися до Коста-Рики, щоб знову виступати за «Алахуеленсе». Вигравши з командою чемпіонат країни сезону 2011/12, у серпні Ледесма оголосив про завершення ігрової кар'єри, так повністю і не відновившись від травми.

## Виступи за збірні
1997 року залучався до складу молодіжної збірної Коста-Рики, разом з якою бав участь у молодіжному чемпіонаті світу в Малайзії, де забив один гол, проте його збірна не вийшла з групи.
14 вересня 1997 року дебютував в офіційних іграх у складі національної збірної Коста-Рики в кваліфікаційному матчі до чемпіонату світу 1998 року проти Ямайки (0:1). Він допоміг своїй збірній виграти Центральноамериканський кубок у 1999 році, а також брав участь у трьох відбіркових матчах до чемпіонату світу 2006 року та 6 матчах кваліфікації до чемпіонату світу 2010 року.
Єдиним великим турніром для Ледесми за збірну став розіграш Золотого кубка КОНКАКАФ 2009 року у США. Ледесма зіграв у чотирьох іграх — Сальвадором (1:2), Ямайкою (1:0), Гваделупою (5:1) та Мексикою (1:1). У останній грі Фройлан став єдиним гравцем на дві команди, який не реалізував свій післяматчевий пенальті, в результаті чого костариканці вилетіли з турніру на стадії півфіналу.
Останній матч за збірну провів 9 вересня 2009 в рамках відбору на чемпіонат світу 2010 року проти Сальвадора (0:1). Всього протягом кар'єри у національній команді, яка тривала 13 років, провів у її формі 22 матчі, забивши 6 голів.

## Досягнення

### Командні'
«Алахуеленсе»
- Чемпіон Коста-Рики: 1995/96, 1996/97, 2004/05, 2011/12
- Володар Кубка чемпіонів КОНКАКАФ: 2004
- Володар Клубного кубка UNCAF: 1996, 2005

 «Зе Стронгест»
- Чемпіон Болівії: Клаусура 2003

### Міжнародні
Коста-Рика
- Бронзовий призер Ігор Центральної Америки та Карибського басейну: 1998
- Переможець Кубка центральноамериканських націй: 1999
- Бронзовий призер Чемпіонату націй КОНКАКАФ: 1985